# Чёрный автомобиль
«Чёрный автомобиль» (яп. 黒の試走車, куро но тэсутока:; англ. Black Test Car) — японский фильм, криминальная драма 1962 года режиссёра Ясудзо Масумуры по повести Тосиюки Кадзиямы.

## Сюжет
… Два автомобиля несутся по мокрому шоссе. Один из них — новейшая экспериментальная спортивная машина «Пионер» фирмы «Тайгер». По сигналу, данному с другой машины, «Пионер» развивает огромную скорость. Внезапно на повороте машину заносит, она падает под откос и загорается. На следующий день все газеты под крикливыми заголовками сообщают об этой катастрофе. Это усиливает подозрение хозяев фирмы «Тайгер» в том, что катастрофа была инспирирована конкурирующей фирмой «Ямато».
Будучи уверены в качестве своей машины, руководители фирмы «Тайгер» решают пустить её в серийное производство и принимают все меры предосторожности, чтобы скрыть от конкурентов, что «Пионер» не обычная серийная машина, а первоклассный спортивный автомобиль.
Тору Онода, начальник проектного отдела компании «Тайгер», вербует газетного репортёра вести контршпионаж в компании «Ямато». Одновременно он уговаривает молодого инженера Ютаку Асахина для пользы дела принудить любимую им девушку Масако вступить в любовную связь со стариком Маватари, хозяином «Ямато». Дело в том, что эта фирма, раздобыв через своего шпиона чертежи «Пионера», также планирует выпуск спортивной машины… Оба автомобиля одновременно поступят в продажу, и выиграет та компания, которая будет продавать машины немного дешевле. Вот Масако и должна узнать, какую цену на свой автомобиль назначит конкурент.
Девушке противен старик Маватари, но она выполняет просьбу Ютаки, а затем порывает с ним, возмущённая тем, что ради бизнеса он пожертвовал её честью.
В один и тот же день машины обеих компаний поступают в продажу. Но первая машина фирмы «Тайгер» терпит аварию, и её хозяин развивает бешеную деятельность, обвиняя хозяев «Пионера» в мошенничестве, так как их машина деле якобы оказалась плохой.
Проводя расследование, Тору Онода убеждается, что авария была подстроена по указанию Маватари. Онода нашёл и человека, который передавал их секреты конкурентам. «Пионер» был реабилитирован, Маватари — предан суду. Но после того, как Асахина стал свидетелем коварного и жестокого обращения с предателем, он покинул фирму «Тайгер», ибо ему стало противно дальнейшее участие в грязных интригах, шпионаже и преступлениях, которые сопутствуют Тору Онода и ему подобным.
Молодой инженер ушёл работать в небольшую мастерскую и помирился с Масако, честью которой он однажды так необдуманно пожертвовал.

## В ролях
- Дзиро Тамия — Ютака Асахина
- Дзюнко Кано — Масако Усами
- Эйдзи Фунакоси — Кимио Хираки
- Хидэо Такамацу — Тору Онода
- Сатико Мэгуро — Хисако
- Итиро Сугаи — Маватари
- Эйтаро Одзава — Ямамуро

## Премьеры
— национальная премьера фильма в Японии состоялась 29 октября 1961 года.
 — фильм демонстрировался в прокате СССР с марта 1968 года.

## Награды и номинации
- Премия журнала «Кинэма Дзюмпо» (1963)
  - Номинация на премию за лучший фильм 1962 года, однако по результатам голосования кинолента заняла лишь 21-е место[3].

## Комментарии
1. ↑  В советском прокате фильм демонстрировался с марта 1968 года, р/у Госкино СССР № 2231/67 (до 1 ноября 1974 года) — опубликовано: «Каталог фильмов действующего фонда. Выпуск II: Зарубежные художественные фильмы», Инф.-рекл. бюро упр. кинофикации и кинопроката комитета по кинематографии при Совете министров СССР, М.-1972, стр. 166—167.